# Aldobrandini nász
Az Aldobrandini nász vagy Aldobrandini menyegző néven ismert freskótöredéket 1605-ben találták meg a római Villa Aldobrandiniben. A fríz az i. e. 1. század elején keletkezhetett, a freskót ma a Vatikáni Múzeum őrzi. A freskó egy menyegzői jelenetet ábrázol, a középpontban a menyasszony ül a nászágyon, körülötte a násznép és istenek láthatók. Az alakok stílusa a hellenisztikus művészetre emlékeztetnek, ugyanakkor a laza kompozíció alapján kutatók egyértelműen az Augustus-korra teszik keletkezését.